# Puy de Pileyre-Turluron
Puy de Pileyre-Turluron este o arie protejată (sit de importanță comunitară — SCI) din Franța întinsă pe o suprafață de 79 ha, integral pe uscat.

## Localizare
Centrul sitului Puy de Pileyre-Turluron este situat la coordonatele 45°43′25″N 3°19′11″E / 45.72361°N 3.31972°E.

## Înființare
Situl Puy de Pileyre-Turluron a fost declarat arie specială de conservare în baza directivei 92/43 din 1992 referitoare la conservarea habitatelor naturale și a faunei și florei sălbatice pentru a proteja 1 specie de animale.

## Biodiversitate
Situată în ecoregiunea continentală, aria protejată conține 6 habitate naturale: Pajiști uscate seminaturale și facies de acoperire cu tufișuri pe substraturi calcaroase (Festuco-Brometalia) (* situri importante pentru orhidee), Formațiuni stabile xerotermofile de Buxus sempervirens pe pante stâncoase (Berberidion p.p.), Păduri pe pante, grohotișuri și ravene de Tilio-Acerion, Pajiști carstice calcaroase sau bazofile, de Alysso-Sedion albi, Pante stâncoase calcaroase cu vegetație casmofită, Fânețe de joasă altitudine (Alopecurus pratensis, Sanguisorba officinalis).
La baza desemnării sitului se află o specie protejată de  nevertebrate: rădașcă (Lucanus cervus).
Pe lângă speciile protejate, pe teritoriul sitului au mai fost identificate 10 specii de plante, 4 specii de păsări, 2 specii de nevertebrate.